# Crociata livoniana
La crociata livoniana fu un conflitto combattuto nel Basso Medioevo tra una coalizione composta da crociati e da alcune potenze europee contro le popolazioni indigene presenti negli odierni Paesi baltici, in particolare in Livonia. Le cause che la scatenarono furono diverse, non ultime quelle di tipo commerciale e politico, ma il pretesto ufficiale fu quello di cristianizzare le odierne Lettonia ed Estonia. Le popolazioni locali risultavano infatti le ultime in Europa ancora legate ai riti pagani tradizionali (mitologia baltica). A mano a mano che procedeva il conflitto e di pari passo con la prosecuzione delle conversioni religiose, i tedeschi e i danesi portarono a termine sia delle conquiste militari sia un ampio programma di colonizzazione della Livonia.
Poiché le comunità tribali baltiche avevano respinto con violenza i missionari da loro giunti per diffondere il cristianesimo, nel 1198 papa Innocenzo III decise di proclamare una crociata contro la Livonia. L'intervento dell'intraprendente vescovo Alberto di Buxthoeven, che supervisionò tra le altre cose la fondazione della città di Riga, portò alla costituzione di un ordine religioso cavalleresco conosciuto con il nome di Cavalieri portaspada, il cui contributo fu essenziale nelle prime campagne di conquista. Anche grazie all'ausilio della Danimarca e dei crociati giunti da varie aree d'Europa, la superiorità degli occidentali consentì un'espansione verso tutte le direzioni, con le regioni assoggettate che poi finirono sottoposte all'autorità amministrativa ed ecclesiastica del clero. Nel 1215, su proclamazione di Innocenzo III, venne istituita nelle aree acquisite un'entità denominata Terra Mariana, formalmente sottoposta alla Santa Sede e al Sacro Romano Impero come Stato vassallo. Ben presto insorsero delle dispute interne nella coalizione cristiana che terminarono soltanto con l'intervento del legato pontificio Guglielmo di Modena, fautore della spartizione in sei principati feudali di quanto acquisito dai tedeschi, dai danesi, dal clero e dall'ordine cavalleresco. La crociata proseguì più o meno agevolmente a seconda degli avversari, ma molto complicata si rivelò la conquista dell'isola di Saaremaa e la gestione delle insurrezioni più volte scoppiate su incitamento delle tribù locali, le quali si sentivano vessate dall'autorità dei nuovi signori. 
La conclusione della crociata livoniana viene individuata nel 1290, anno in cui fu sedata l'ultima ribellione esplosa nell'odierna Lettonia e momento dal quale i crociati si concentrarono sull'acquisizione delle regioni ancora non assoggettate collocate in Lituania.
La storiografia tradizionale, la cui visione appare oggi superata, non iscriveva il conflitto in esame alla categoria delle crociate, ritenendolo differente dalle lotte combattute in Terra santa per svariati motivi. Le recenti analisi compiute da studiosi di varie nazionalità nella seconda metà del XX e nel XXI secolo hanno permesso di gettare nuova linfa e degli inediti spunti di riflessione sulla crociata livoniana, anche grazie a un'analisi certosina delle fonti a disposizione e all'adozione di approcci storiografici più consapevoli.

## Antefatti

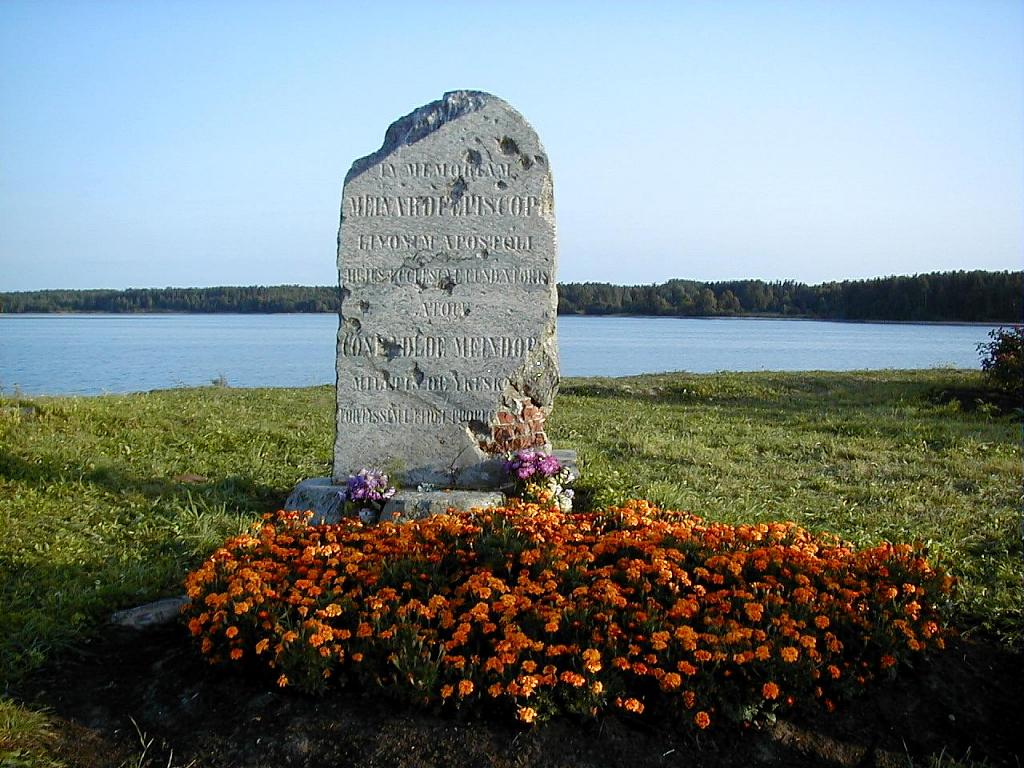
Lapide commemorativa dedicata a Meinardo di Riga in Estonia

Con il termine Balti si designa storicamente un insieme di tribù più o meno variegate che visse nelle odierne Polonia nord-orientale, Russia (nello specifico l'oblast' di Kaliningrad), Lituania, Lettonia ed Estonia meridionale già millenni prima rispetto al Basso Medioevo. L'impianto sociale dei Balti, ovvero quello tipico delle comunità tribali, non subì grossi mutamenti con il passare dei secoli e tra le diverse società non vi erano differenze sostanziali, se si pensa alle affinità in campo religioso o linguistico. Il lungo percorso di avvicinamento alle società dell'Europa occidentale dei Balti si protrasse tra l'anno Mille e il Duecento e portò alla costituzione di una divisione cetuale più netta, alla formazione di eserciti stabili e all'adozione di un sistema commerciale basato sull'utilizzo del denaro come mezzo di scambio. Con il declino dell'epopea dei Vichinghi, quando i governanti scandinavi si trovarono tagliati fuori dalle conquiste d'oltremare a lungo raggio del passato, nell'Europa orientale cominciarono a imporsi nuove potenze, come ad esempio la Danimarca. Principalmente nel XIII secolo, anche i tedeschi iniziarono ad avviare i commerci con le zone costiere del Baltico, soprattutto lungo la via variago-greca; assieme a loro giunse il cristianesimo, il quale attecchì in maniera molto limitata e convinse alcuni nativi a sottoporsi al battesimo. È alla fine del X secolo che ha inizio infatti il fenomeno della cosiddetta «spinta verso est (Drang nach Osten), importante movimento di migrazione che uni[va] colonizzazione agricola, germanizzazione e cristianizzazione».
Le prime crociate del Nord, avvenute nella metà dell'XI secolo, avevano visto come protagonisti i danesi e i tedeschi lungo le coste baltiche situate tra le odierne Germania e Polonia. Desideroso di attirare nuovi cristiani anche più a est, dove vivevano le popolazioni livoni pagane, Meinardo di Riga giunse a Ikšķile (Üxküll) nel 1184, convincendo poi il papa a nominarlo arcivescovo della Livonia nello stesso anno o nel 1186. Da quel momento, Ikšķile assurse a principale centro di coordinamento delle operazioni di conversione nella regione, specie dopo la costruzione di una chiesa.
I nativi Livoni (talvolta Līvi), che pagavano tributi al Principato di Polack ed erano spesso esposti agli attacchi delle comunità slave orientali localizzate a sud dei Semgalli, percepirono inizialmente i tedeschi come validi alleati. Con il tempo, compresero che conveniva preservare le ostilità tra tedeschi e rus', attraversando un ponderato ricorso all'astuzia; non si deve infatti credere «che i vecchi delle tribù fossero impotenti testimoni della propria rovina». Il primo capo livone a essere convertito fu Caupo di Turaida, battezzato attorno al 1189.
Già Celestino III, al soglio pontificio dal 1191 al 1198, aveva emanato una bolla in cui chiedeva ai cristiani di diffondere la parola di Dio alle popolazioni locali; l'esplicita proclamazione della crociata si deve al suo successore papa Innocenzo III, il quale ordinò di convertire i «pagani nella regione baltica» nel 1195. A suo dire, i cristiani nella chiesa di Livonia erano stati perseguitati e bisognava accorrere in difesa dei confratelli fedeli. Sia pur senza ricevere grossi sostegni, Meinardo era riuscito a realizzare due piccoli castelli in pietra e contava di finanziarli grazie alle decime che gli indigeni locali avevano promesso di pagargli. Lo scontro fu ritardato da Meinardo quanto più a lungo possibile, ma alla fine egli ebbe la peggio e fu ucciso nel 1196; i suoi successori non si dimostrarono altrettanto pazienti. Peraltro, al momento della sua morte non era riuscito a convincere molti degli abitanti locali a rinnegare i loro antichi culti. Al suo posto fu nominato nel 1197 il vescovo Bertoldo di Hannover, un abate cistercense che aveva molte abilità diplomatiche. Tuttavia, pur avendo ricercato l'amicizia dei capi locali, il periodo di convivenza senza lotte ed egli fu scacciato. Ritornò nel luglio del 1198 in Livonia con un piccolo ma ben equipaggiato contingente militare. Nonostante i combattenti riuscirono a scacciare i pagani quando si venne alle armi, Bertoldo rimase tra le vittime e, dopo averlo vendicato, i suoi uomini decisero di ritornarsene in patria.

## Cause
Le crociate nel Baltico si basavano su motivazioni plurime. Con particolare riferimento a quella della Livonia, lo scopo restava, quanto meno ufficialmente, quello di garantire ai pellegrini e ai commercianti cristiani la sicurezza di poter viaggiare in Europa orientale. Prima ancora che cominciassero le battaglie religiose in zona, a interessarsi alla regione furono i principi occidentali (specie quelli delle vicine Svezia, Danimarca e Polonia) e i prelati desiderosi di espandere i loro domini. Questi uomini scorsero inoltre nelle crociate l'opportunità di ottenere supporto militare dal resto del continente.
Le motivazioni e gli interessi delle singole reclute giunte dall'Occidente non sempre erano uniformi, né vi era tempo per i comandanti di effettuare scelte in base alle qualità morali. Di certo dovettero infatti coesistere chi si mostrava sincero nelle proprie credenze cristiane, chi non vedeva alcuna contraddizione tra l'ascoltare la chiamata della Chiesa e il portare avanti i propri interessi in terre lontane, mercenari in cerca di denaro, nobili desiderosi di possedimenti, prelati che bramavano potere e fama, missionari che anelavano a un posto in paradiso, probabilmente persone affette da disturbi psichici o non pronte ad affrontare un'avventura simile o ancora in fuga da un passato difficile in terra natia. I coloni si muovevano per ambizioni altrettanto diverse; oltre ai cavalieri in cerca di fama, vi erano contadini bramosi di terre coltivabili, donne che desideravano suggellare matrimoni redditizi e mercanti alla ricerca di nuovi rotte. A livello politico, i papi e i legati pontifici affrontarono lo scenario orientale nel timore che i popoli baltici rimanessero al di fuori dalla cristianità oppure che venissero sedotti dal credo ortodosso, circostanza che valeva quasi quanto il lasciarli aggrappati al paganesimo.
Anche le ricchezze che entrambe le fazioni stavano accumulando costituirono una causa immanente del conflitto. La prospettiva di lauti bottini infatti spinse spesso entrambe le compagini a rompere i già fragili indugi e a scontrarsi freneticamente in lotte assai cruente.

## Svolgimento del conflitto

### Periodizzazione
La crociata livoniana viene tradizionalmente collocata tra il 1198, anno in cui Innocenzo III proclamò una guerra santa in Livonia, e il 1290, ovvero quando l'Ordine teutonico riuscì a sedare le ultime rivolte scoppiate nell'odierna Lettonia per concentrarsi sulla Lituania. Tuttavia, benché vi sia unanimità sul momento del principio del conflitto, un filone minoritario individua nel 1261 l'anno di conclusione delle lotte, cioè quando la coalizione di potenze cristiane era riuscita finalmente a spegnere i focolai delle ultime proteste esplose sull'isola di Saaremaa. Meno dibattuto risulta invece il luogo in cui si svolsero le operazioni militari, ovvero nel più delle volte in Livonia.

### Guerre contro i Livoni e i Letgalli (1198–1209)

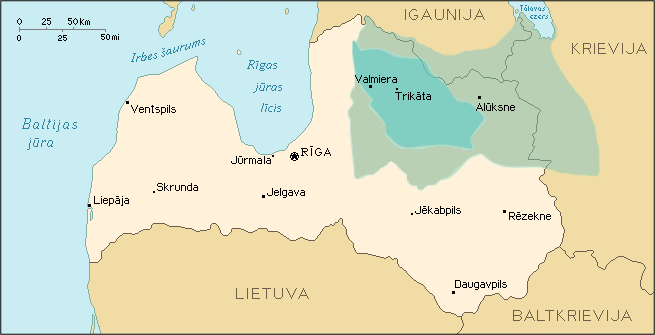
Terre di Tālava

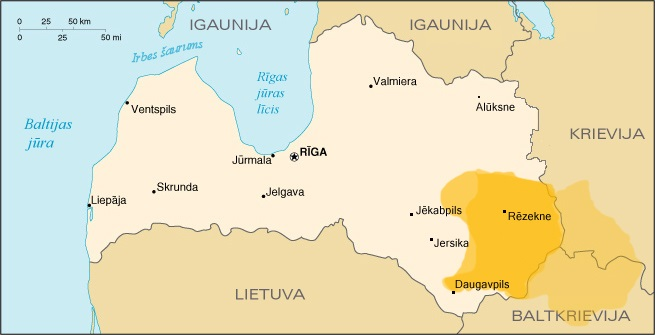
Terre di Lotigola

Per vendicare la sconfitta di Bertoldo, Innocenzo III emise nel 1198 una bolla papale con cui bandiva una crociata contro i Livoni. Alberto di Buxthoeven, nipote del prelato di Brema e consacrato vescovo nel 1199, giunse nell'anno successivo con uno schieramento di truppe più ampio dei precedenti (23 navi e 500 soldati sassoni). Fu su sua iniziativa che, intorno al 1200, vennero gettate le fondamenta della città di Riga, situata presso la foce del fiume Daugava; in seguito, nel 1201, Alberto costituì la diocesi di Riga. Posizionata in un luogo geograficamente favorevole per i commerci e gli spostamenti dei guerrieri nel Golfo di Livonia, la località assunse sin da subito una rilevanza strategica. Alberto era un uomo più ambizioso dei suoi predecessori, come dimostrato dal fatto che soltanto grazie alle sue imperterrite sollecitazioni Innocenzo III prese sul serio l'ipotesi di convertire i baltici con la forza. Inoltre, meritano di essere segnalati i ben ventisette viaggi da lui compiuti sulle acque del mar Baltico nel giro di un trentennio al fine di raggiungere Lubecca o Riga. Nel 1202, riconvertì il suo contingente militare nell'Ordine dei cavalieri portaspada di Livonia per continuare la cristianizzazione e, soprattutto, per aumentare i commerci con il Sacro Romano Impero, con la speranza di assicurarsi il dominio territoriale a scapito della popolazione locale. Ai membri che ne facevano parte, garantì dei feudi come ricompensa per i servigi prestati. Le cronache, a ogni modo, non spiegano le modalità con cui Alberto fu capace di espandersi nei primi tempi.
L'esercito dei crociati attivi in Livonia nel XIII secolo si componeva dei Cavalieri portaspada, della milizia di Riga e di altre città, delle milizie di indigene e, infine, di crociati visitatori. Gli alleati locali costituivano una base importante e spesso essi presidiavano i castelli di confine «come vedette contro le incursioni nemiche». Alberto di Riga tentò anche di avvicinare i membri dell'aristocrazia locale e di trasformarli «in un classe di cavalieri», ma si trattò di un'operazione che ebbe poca fortuna. Fra le eccezioni rientrava Caupo, il già citato capo dei livoni che addirittura visitò Roma e incontrò il papa di persona. Durante le battaglie, gli indigeni venivano impiegati soprattutto lungo le ali, per evitare che si confondessero tra di loro, o nella cavalleria leggera. Tra le azioni compiute da Caupo quando tornò nella sua terra natia, rientrò un'offensiva terminata però con una sconfitta Turaida nel 1206. Caupo rimase alleato dei crociati fino al 1217, quando morì durante la battaglia del giorno di San Matteo.
Dal 1208, iniziarono ad assumere un discreto peso economico alcuni degli insediamenti assoggettati, tra cui Salaspils (Holme), Koknese (Kokenhusen) e Sēlpils (Selburg). Nello stesso anno, il cronista Enrico di Livonia riferisce di come la città di Riga, rimasta sguarnita per via del ritorno dei crociati in Germania, subì un assalto da parte di un'armata congiunta composta da pagani e novgorodiani. «Solo un miracolo divino» ne impedì la totale distruzione, grazie all'arrivo di alcuni crociati che avevano concluso il loro servizio e il cui ritorno gli era stato supplicato.
Nel 1209, Alberto di Riga, alla guida delle sue truppe e di quelle dei Cavalieri portaspada, si assicurò la capitale dei Letgalli, Jersika, e fece prigioniera la moglie del comandante Visvaldis. Quest'ultimo fu dunque costretto a siglare un accordo noto come donatio Wiscewolodi in cui accettava che le terre in suo possesso passassero in mano all'arcidiocesi di Riga, ricevendone una porzione a titolo di feudo personale. Il Principato di Tālava, pericolosamente esposto agli attacchi degli Estoni e dei Russi, divenne un vassallo di Riga nel 1214 e, dieci anni più tardi, fu spartito tra i portaspada e l'arcidiocesi lettone. In questo contesto fu istituita anche la seconda diocesi più antica per nascita dopo Riga sul suolo lettone, la diocesi di Dorpat.

### Guerre contro gli Estoni (1208–1227)

#### La conquista dell'entroterra estone

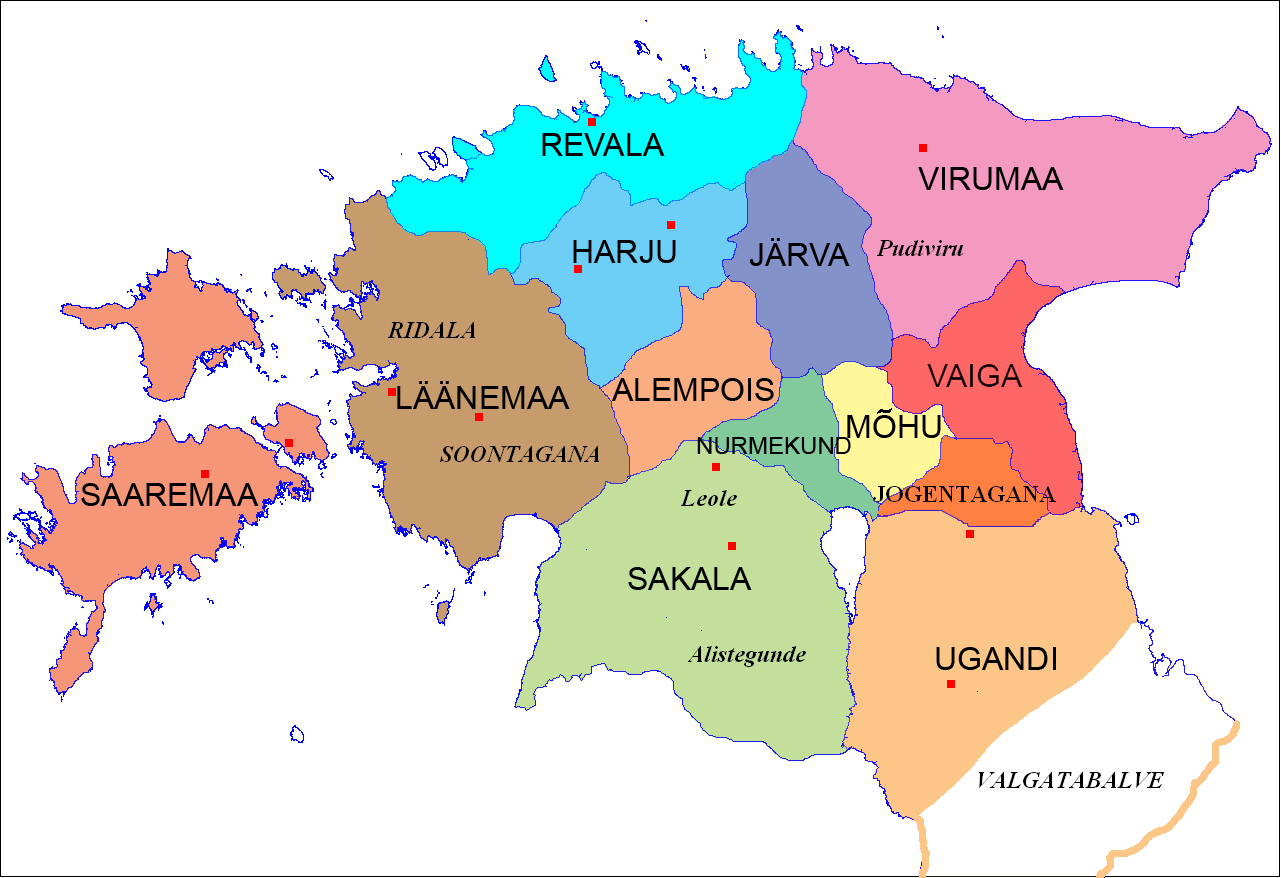
Contee estoni nel XIII secolo

Dal 1208 i crociati furono in grado di avviare i preparativi per colpire gli Estoni. All'epoca questi vivevano in una quindicina di comunità distinte (di cui otto più grandi e sette più piccole) «legate tra di loro da flebili rapporti di collaborazione». Beneficiando dell'aiuto dei Livoni e dei Letgalli convertiti, i crociati iniziarono a intraprendere la medesima politica precedentemente attuata in parte della Lituania. Del resto, che fosse necessaria una grande organizzazione lo segnalava già Arnoldo di Lubecca nel 1210, il quale diceva nelle sue cronache a proposito del notevole impegno profuso da Alberto:
(Arnoldi Chronica Slavorum, V. 30, p. 215; Loud 2019: 233)
I primi saccheggi ebbero luogo nella contea di Sakala (attuale Viljandimaa) e Ugaunia (attuali Tartumaa, Valgamaa e parte della soppressa contea di Petseri), nel sud dell'Estonia. Le tribù locali si opposero costantemente agli attacchi dei Cavalieri e tentarono di accaparrarsi alcune porzioni di territorio nel nord della Lettonia.
Tra il 1208 e il 1227, alcune delle comunità locali sostennero i crociati e/o gli Estoni variamente, cercando di perseguire i propri interessi. Proprio come accadde in Lituania, anche in Estonia risultarono fondamentali le fortezze di collina, edificate in posizioni strategiche e il cui controllo fu perso e recuperato diverse volte dalle due fazioni. La guerra provocò perdite ingenti, tanto da spingere le controparti a giungere alla decisione di stipulare una tregua rimasta in essere per 3 anni (1213–1215). Essa risultò più vantaggiosa per i tedeschi, in quanto permise loro di trovare nuovi appoggi militari e di rinsaldare gli scambi economici nelle proprie terre. Emblematico è il caso di Riga, la quale fu cinta di mura e assegnò speciali privilegi ai commercianti che vi avessero fatto tappa a lungo termine. Gli Estoni, nel frattempo, tentarono di attivarsi per costituire un fitto sistema di alleanze che comprendesse tutte le tribù: gli sforzi non ebbero successo. Sia pur in misura limitata, si riuscì comunque a creare una coalizione guidata da Lembitu di Lehola, capo di Sackalia, che nel 1211 attirò l'attenzione dei cronisti tedeschi. «Per ironia della sorte», i sovrani convertitisi - Caupo, il sopraccitato comandante dei Livoni convertitosi al cristianesimo, e Lembitu - persero entrambi la vita durante la battaglia del giorno di San Matteo (1217), così come morì gran parte dell'esercito estone.

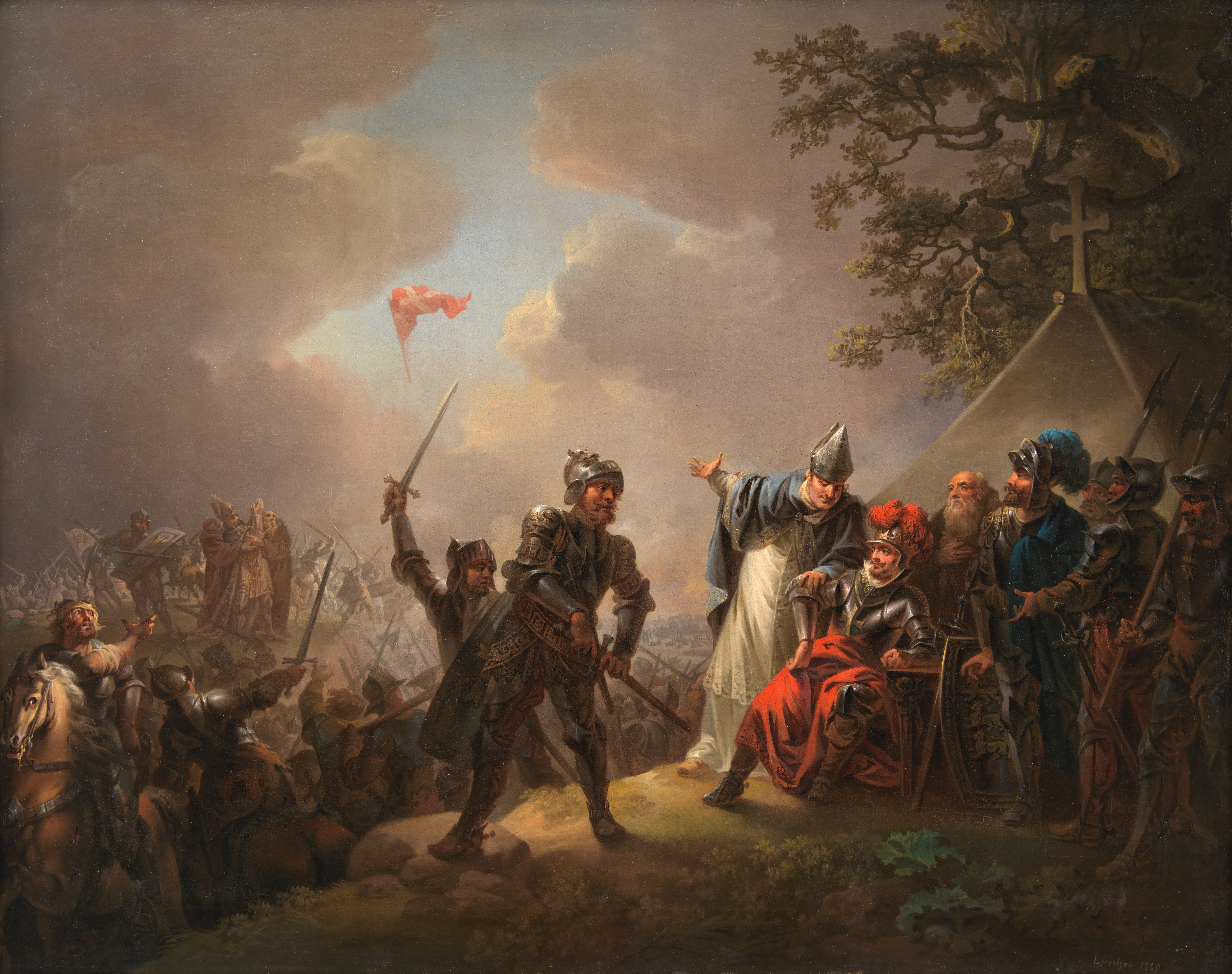
La bandiera della Danimarca caduta, secondo la tradizione, dal cielo durante la battaglia di Lyndanisse, 1219

I regni cristiani di Danimarca e Svezia entrarono in guerra sia per i vantaggi economici che sarebbero derivati dalla vittoria, sia per i guadagni territoriali che avrebbero potuto ottenere. Che fosse necessario coinvolgere potenze straniere era già stato Alberto di Riga, il quale si era reso conto dei limitati finanziamenti che aveva a disposizione per preservare il funzionamento dei Cavalieri portaspada. Lubecca, in mano ai danesi dal 1203, divenne il porto principale di coordinamento per le operazioni in Livonia fino a quando non furono rese più sicure le coste lettoni ed estoni. La città divenne per questo oggetto delle mire dei tedeschi, che desideravano prenderne il controllo per finanziare le spedizioni verso est attraverso gli introiti derivanti da profitti commerciali, pellegrinaggi e tributi imposti agli abitanti. Le discussioni tra le due controparti, nonostante l'intervento nella veste di mediatore di Onorio III, successore di Innocenzo III, non si placarono fino al 1220. Nel 1218, Alberto di Riga chiese aiuto al re Valdemaro II di Danimarca, ma quest'ultimo preferì raggiungere un accordo con i Cavalieri portaspada riguardo alle spartizioni territoriali in caso di vittoria. Partito dalla Danimarca con un folto contingente militare, il sovrano raggiunse l'Estonia e vinse la celebre battaglia di Lyndanisse a Revala nel 1219; secondo una leggenda, durante questo scontro cadde dal cielo la bandiera che sarebbe stata poi fatta propria dalla Danimarca come simbolo identitario (la Dannebrog). In seguito, il re danese fece edificare sulle colline nei dintorni di Reval il castello di Toompea, assediato, senza successo e con gravi perdite, dagli Estoni subito dopo. Re Giovanni I di Svezia provò a inserirsi nella contesa inviando truppe nella regione di Läänemaa. I soldati scandinavi furono però battuti dagli abitanti di Saaremaa nella battaglia di Lihula, nel 1220. Revelia (oggi Tallinn), Harrien e Vironia divennero invece possedimenti danesi.
Dal 1220, nonostante delle rivolte scatenate dagli autoctoni, i crociati riuscirono a estendere a macchia d'olio il territorio sotto il loro controllo partendo da Tallinn. Dall'anno successivo furono infatti espugnate quasi tutte le roccaforti nemiche, eccezion fatta per Dorpat, tenuta solo per un breve periodo. Gli estoni riuscirono in questo successo solo grazie al supporto dei Russi, i quali insediarono al potere Vetseke, un comandante di origine livone o lettone che, stando a Enrico di Livonia, «compì ogni male che poteva compiere nei confronti dei cristiani». Alla fine, Dorpat cadde in favore dei crociati nell'agosto del 1224, quando morirono tutti coloro che tentarono di difenderla e la città divenne una sede episcopale.
Qualche mese prima, sempre nel 1224, l'imperatore Federico II di Svevia stabilì a Catania che la Livonia, la Prussia, la Sambia e alcune province confinanti dovessero essere considerate reichsfrei, ossia terreni direttamente gestiti dalla Chiesa cattolica e dal Sacro Romano Impero invece che da nobili locali. Alla fine dell'anno, papa Onorio III annunciò al vescovo Guglielmo di Modena che i territori suddetti sarebbero stati gestiti direttamente da quest'ultimo. I Cavalieri portaspada si stabilirono in maniera stabile presso Viljandi (allora nota col nome di Fellinn), in Sackalia, dove le mura del castello del gran maestro sono ancora in piedi. Le altre roccaforti in cui si insediarono furono Cēsis (Wenden), Sigulda (Segewold) e Aizkraukle (Ascheraden).
Malgrado la bolla del 1224, i conflitti interni permasero, soprattutto tra Danimarca e Cavalieri portaspada. Quando gli svedesi dovettero abbandonare i propri possedimenti in Estonia, Valdemaro II, constatata l'ostilità di Riga, decise di precludere l'accesso all'importante porto di Lubecca ai crociati. Il vescovo Alberto, su spinta dei commercianti suoi sudditi che stavano perdendo una percentuale notevole dei loro guadagni, dovette cedergli tutta l'Estonia settentrionale per sbloccare la situazione. Pur non disponendo delle stesse reclute che potevano giungere a servizio della diocesi di Riga, Valdemaro preservava un'indiscutibile supremazia militare. Con il crescere della sua autorità aumentò anche il numero dei suoi nemici e, mentre era stato rapito da un principe tedesco nel 1223–1227, si susseguirono i tentativi di sfidare la corona danese. Le guarnigioni situate nella Jerwia furono fatte prigioniere o trucidate dai ribelli nel peggiore dei casi, mentre un esercito novgorodiano assediò Reval per quattro settimane. Nel 1225, i Cavalieri portaspada acquisirono per una breve parentesi Harria e Vironia. Anche Reval cadde nel 1227, ma fu restituita dai Cavalieri teutonici con il trattato di Stensby nel 1238, insieme a Harria e Vironia. Al termine delle conquiste nell'entroterra estone, nonostante le lotte interne, i papi si aspettavano che la Danimarca proseguisse nel suo ruolo di primo piano nella crociata del nord, in quanto godeva ancora delle maggiori risorse navali. Affinché l'interesse di Valdemaro nell'est permanesse, vi era una e una sola soluzione: lasciare che amministrasse l'Estonia.

#### La guerra contro Saaremaa (1206–1261)

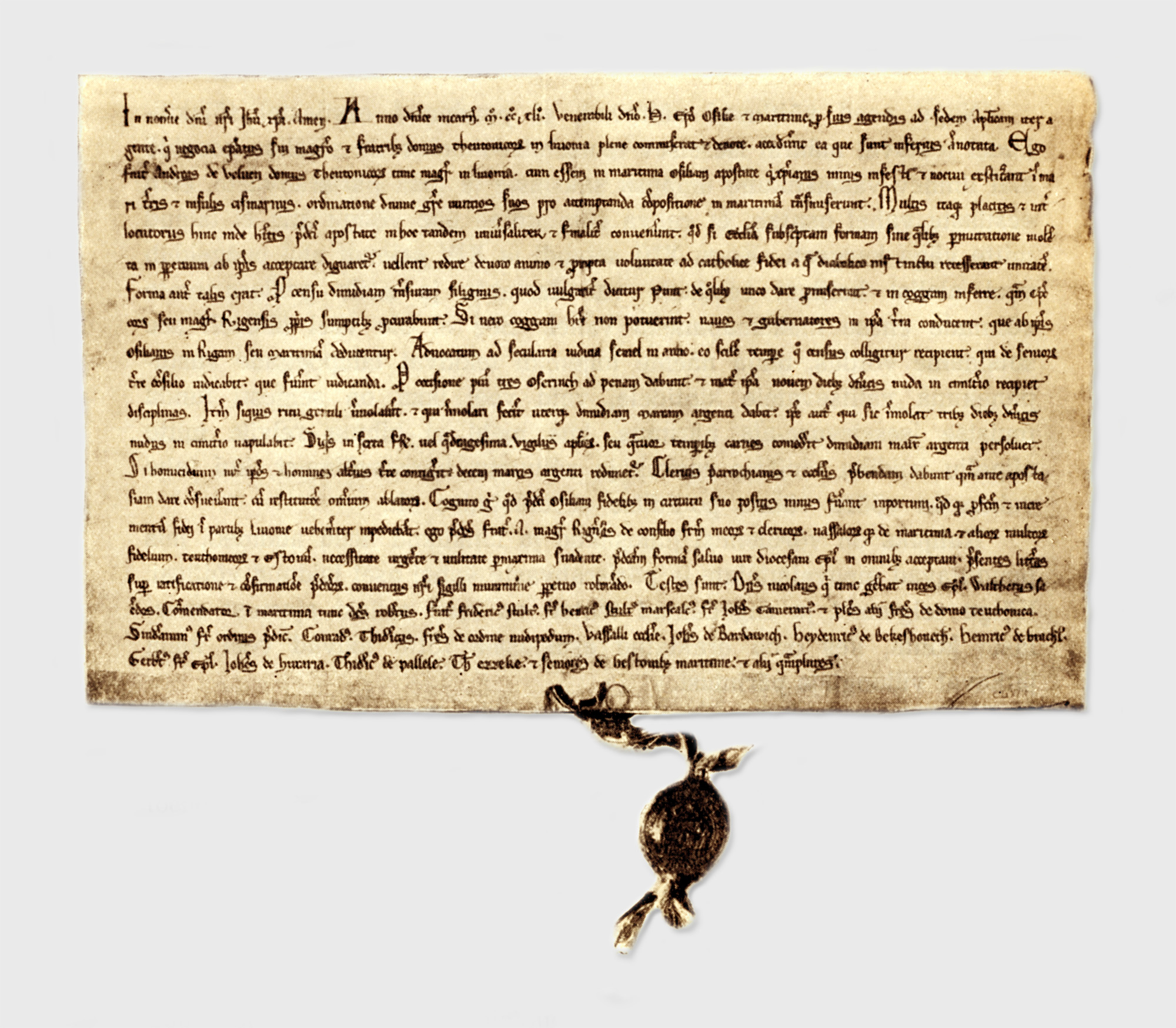
Il trattato stipulato tra 1241 tra l'Ordine livoniano, la diocesi di Ösel-Wiek e gli osiliani conservato presso l'archivio nazionale di Svezia

L'ultima regione dell'Estonia a resistere fu la grande isola di Saaremaa (in tedesco Ösel); le flotte partite da lì avevano continuato a razziare Danimarca e Svezia durante gli anni di lotta contro i crociati tedeschi. Nel 1206, l'armata danese guidata da Valdemaro II e Andreas, vescovo di Lund, sbarcò a Saaremaa e tentò di stabilire, senza successo, un punto d'appoggio. Nel 1216, i Cavalieri portaspada e il vescovo Teodorico von Treyden si unirono agli assalitori e invasero l'isola nonostante le acque del mare fossero ghiacciate. Gli Osiliani, nome con cui Enrico di Livonia identifica la popolazione locale per distinguerla dai Curi (sebbene avessero stretti rapporti), si vendicarono saccheggiando vari avamposti dei tedeschi nella Lettonia costiera nella primavera del 1217. Tre anni dopo, un'armata svedese guidata dal re Giovanni I di Svezia e dal vescovo Carlo Magnusson (nelle fonti anche Carlo di Linköping) si impossessò in Rotalia di Lihula, nell'Estonia occidentale. Gli Osiliani attaccarono più avanti nello stesso anno la roccaforte degli svedesi e uccisero l'intero contingente ostile, incluso il vescovo di Linköping.
Nel 1222, il re danese Valdemaro II diede il via a una nuova operazione di conquista, stavolta terminata con un esito positivo; ciò permise all'esercito di insediarsi stabilmente e di edificare una piccola struttura difensiva da cui dirigere le operazioni successive. Questa fortezza fu poi assediata e i difensori vennero costretti ad arrendersi nel giro di cinque giorni. I danesi tornarono a Tallinn senza Teodorico, il fratello del vescovo Alberto di Riga, e altri ostaggi, trattenuti dagli isolani allo scopo di stipulare una tregua; la fortezza fu poi completamente distrutta. Nel 1227, i Cavalieri portaspada, la città di Riga e il vescovo della stessa radunarono delle truppe per attaccare Saaremaa. Dopo la battaglia di Muhu e la resa della fortezza di Valjala, gli Osiliani accettarono di convertirsi al cristianesimo.
Dopo la sconfitta dei Cavalieri portaspada nella battaglia di Šiauliai del 1236 contro i Lituani, iniziò una serie di rivolte sull'isola estone. Soltanto un lustro più tardi, gli Osiliani accettarono nuovamente di arrendersi stipulando un accordo di pace con il gran maestro dell'Ordine di Livonia Andreas von Felben e la diocesi di Ösel-Wiek. Dopo circa un ventennio, nel 1255, una testimonianza importante a livello informativo viene fornita da un atto sottoscritto dal gran maestro Anno von Sangershausen e dai principali nobili osiliani, i cui nomi riportati dalle cronache in latino sono Ylle, Culle, Enu, Muntelene, Tappete, Yalde, Melete e Cake. L'accordo garantiva agli abitanti dell'isola diversi diritti riguardanti la facoltà di redigere testamento e di possedere delle proprietà, l'ambito sociale e quello religioso.

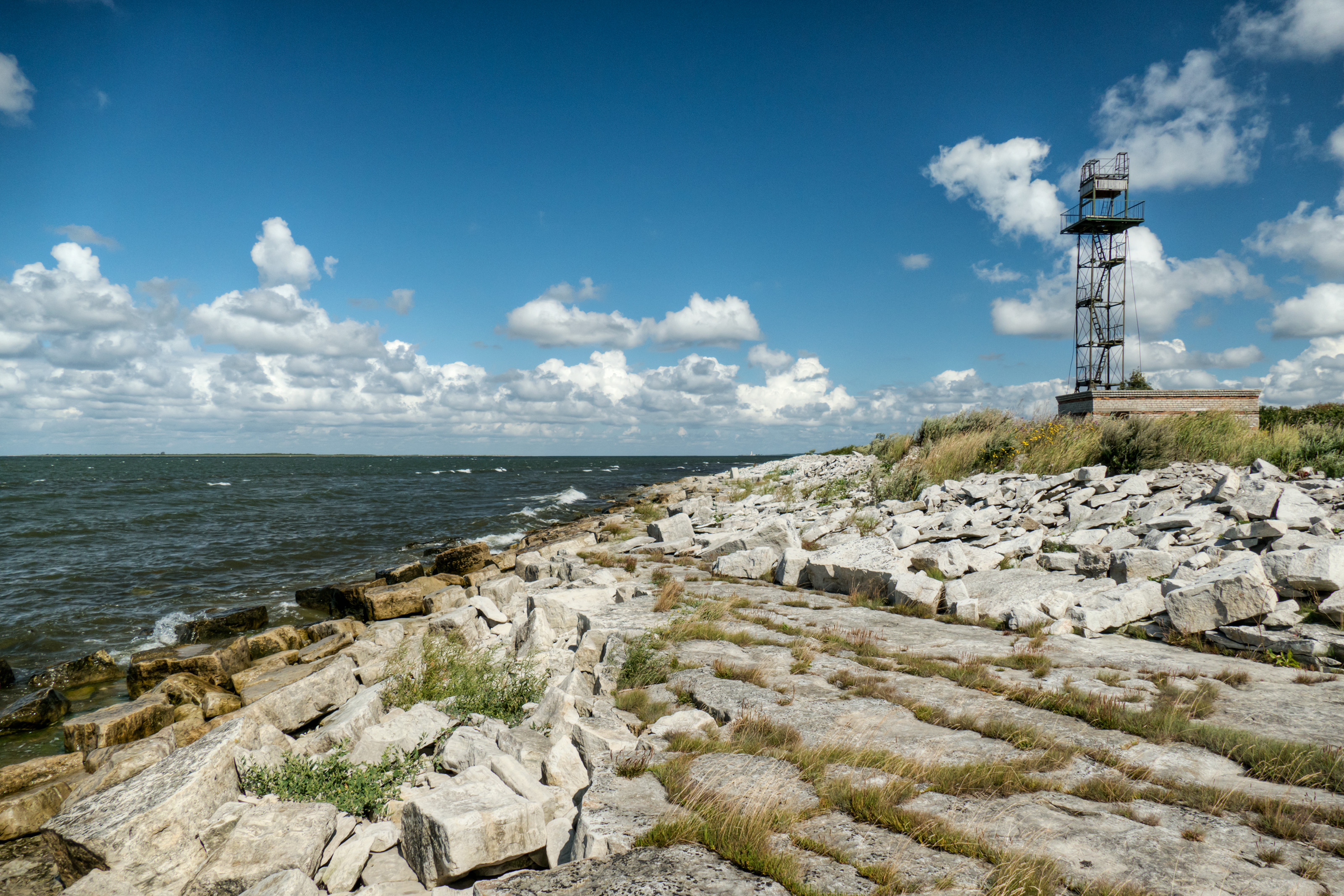
Coste della penisola di Atla, Saaremaa meridionale. Gli sbarchi delle imbarcazioni crociate avvenivano lungo queste posizioni

Un'ulteriore schermaglia scoppiò nel 1261, quando gli Osiliani rinnegarono nuovamente la fede cristiana e uccisero tutti i tedeschi presenti sull'isola. Seguì un'aspra battaglia avvenuta a Kaarma, la quale condusse a un ennesimo trattato di pace stipulato tra il contingente formato dai Cavalieri di Livonia, la diocesi di Ösel-Wiek e il Ducato di Estonia, inclusi altri alleati giunti da Lettonia ed Estonia, e gli Osiliani. Per ovviare a eventuali ribellioni, si decise di costruire una roccaforte presso Pöide.

### Guerre contro i Curi (1242–1267)

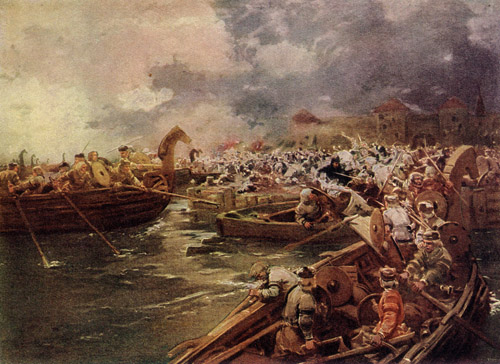
L'infruttuoso assedio di Riga del 1210 condotto dai Curi contro i crociati. Olio su tela di Voldemārs Vimba

Dopo la sconfitta degli Estoni, gli schieramenti crociati si spostarono verso le terre della Curlandia e della Semgallia. Tali comunità vivevano a sud e a ovest del fiume Daugava ed erano spesso alleati dei Samogiti, situati nell'attuale Lituania.
Nel luglio del 1210, i Curi avevano tentato di assediare Riga, ma poiché dopo un giorno di combattimenti non erano riusciti a fare breccia nelle mura cittadine, essi decisero di desistere. Sulla via del ritorno, attraversarono il fiume Daugava, seppellendo e piangendo i caduti per tre giorni.
Nel 1228, diciotto anni dopo il primo assedio, i Curi si diressero con i Semigalli verso l'attuale capitale lettone con l'intento di saccheggiarla. Gli sforzi per penetrare nell'insediamento non ebbero buon esito e i guerrieri si accontentarono di distruggere il monastero di Daugavgrīva e uccisero tutti i monaci. Dopo la sconfitta degli Estoni e degli Osiliani nel 1227, i Curi furono attaccati dai Lituani a est e a sud, oltre che dai Cavalieri portaspada a nord; sul lato occidentale, quello sul mar Baltico, dovevano stare attenti sia ai danesi sia agli svedesi, desiderosi entrambi di espandere i propri confini territoriali. Oltretutto, in quel periodo iniziarono a imperversare diverse carestie, ragion per cui i Curi tentarono una mossa diplomatica che prevedeva due passaggi: far pace con i cristiani e invitare i monaci a stabilirsi nelle loro terre per scampare agli attacchi delle due potenze scandinave. Nel 1230, i Curi del nord, sotto la guida del dominus riportato dalle fonti con il nome e il titolo di rex Lammechinus (forse Lamikis nella lingua natia), siglarono un trattato di pace definitivo con i tedeschi: le terre oggetto dell'accordo presero il nome di Vredecuronia. I Curi del sud, invece, continuarono a opporsi agli assalitori.

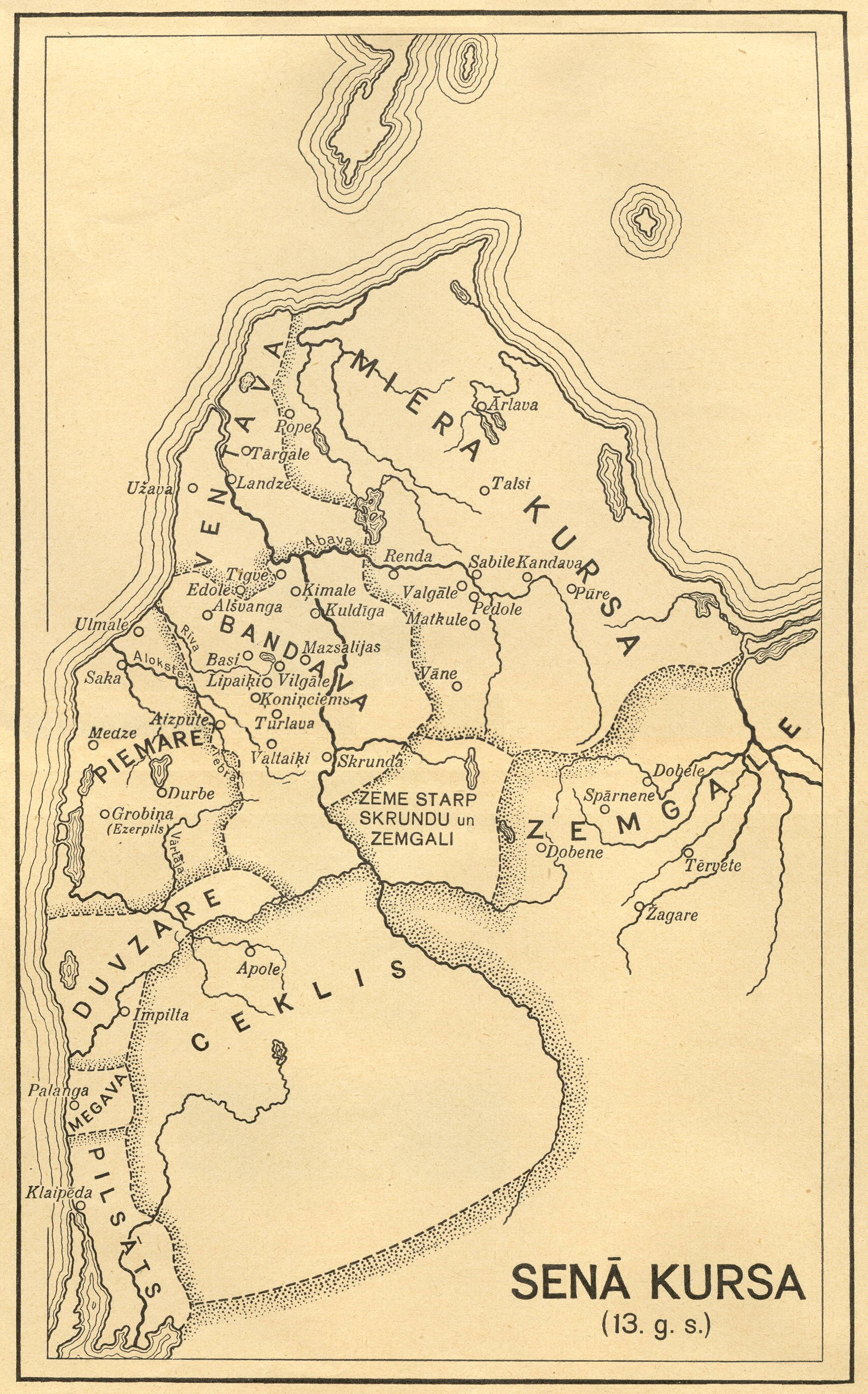
Terre dei Curi

Nel 1260, i Curi furono coinvolti nella battaglia di Durbe, una delle più grandi schermaglie accadute nel XIII secolo in Livonia. Nonostante ai Curi fosse stato imposto di affiancare i crociati, alla vigilia degli scontri essi disertarono. Pietro di Duisburg riporta addirittura episodi di lotte accadute tra i Curi e la retroguardia dei Cavalieri portaspada. Gli Estoni e le popolazioni locali seguirono subito l'esempio dei Curi, abbandonando i crociati al proprio destino: fu sicuramente per questo che la vittoria dei Samogiti risultò agevole per ragioni di superiorità numerica. Si trattò di una grave sconfitta per l'esercito tedesco, un episodio che diede il via alla grande rivolta prussiana, durata quattordici anni.
La resistenza dei Curi terminò infine nel 1267, quando l'intera Curlandia fu spartita tra i Cavalieri di Livonia e l'arcidiocesi di Riga. I nobili della Curlandia, appartenenti a circa quaranta famiglie che discendevano dai re curi vissuti nell'insediamento di Kuldīga, conservarono i loro prestigiosi titoli e furono loro riconosciuti alcuni privilegi personali.

### Guerre contro i Semigalli (1219–1290)
Stando a quanto riportato dalle cronache di Enrico di Livonia, i Semigalli (talvolta riportati nelle fonti come Semgalli) stipularono un'alleanza con il vescovo Alberto di Riga contro i ribelli livoni prima del 1203, ricevendo supporto militare per scacciare eventuali aggressori provenienti dalla Lituania settentrionale, episodio che si verificò concretamente due anni dopo. Nel 1207, il duca di Semigallia (in latino dux Semigallorum) Viestards aiutò il capo dei Livoni cristiani Caupo a riprendere possesso del castello di Turaida dai ribelli pagani.
Nel 1219, l'alleanza tra Semigalli e tedeschi venne meno a causa dell'invasione di questi ultimi della regione. Per tutta risposta, il duca Viestards decise di suggellare quanto prima possibile un rapporto di cooperazione con i Lituani e i Curi. Nel 1228, i Semigalli e i Curi attaccarono Riga e il monastero di Daugavgrīva, espugnando con successo la più importante fortezza situata sul delta del Daugava. In quel frangente, molti dei monaci e delle sentinelle vennero uccisi, ragion per cui i tedeschi decisero di ricostruire sia il monastero sia la roccaforte, rendendola maggiormente sicura.
A seguito della morte di Alberto di Riga nel 1229, il ruolo di vescovo in Livonia era diventato vacante. In un contesto tale per cui nessun chierico decise di spostarsi dalla Germania nell'odierna Lettonia, fu Baldovino di Alna, un legato pontificio dell'ordine cistercense e in passato attivo a Liegi, a giungere nel Baltico. Il belga aveva in mente tanti progetti per il Baltico quanti ne aveva immaginati il fondatore di Riga, incluso, tra tutti, il desiderio di ripristinare la suprema autorità della Chiesa. All'inizio del 1232 poteva dirsi la principale figura attiva in Curlandia, Semigallia e Ösel-Wiek, ma le infruttuose operazioni militari condotte contro i Curi e i Semgalli e le sue politiche divisive all'interno dell'alleanza crociata gli causarono molte inimicizie. Nel 1233, quando sbarcò a Reval, Baldovino fu costretto ad affrontare la nobiltà locale insoddisfatta della sua gestione e, una volta sconfitto, venne richiamato a Roma e sostituito da Guglielmo di Modena. Ciò garantì per un certo periodo una relativa tranquillità sul fronte, fino a quando, nel 1236, i Semgalli parteciparono all'importante battaglia di Šiauliai al fianco dei Samogiti. La disfatta «non arrivò inaspettata», poiché da anni i cavalieri cristiani lamentavano la scarsità di risorse disponibili per adempiere ai compiti richiesti. Si voleva inoltre evitare di tassare ulteriormente la popolazione locale, già provata dal lungo stato di guerra e che avrebbe probabilmente potuto rivoltarsi contro in caso di condizioni ancora peggiori.
Dopo una serie di attacchi, l'Ordine livoniano sottomise parzialmente la regione lettone diverso tempo dopo, nel 1254, e, nel 1265, costruì un castello presso Jelgava (Mitau), funzionale a consentire una più rapida conclusione del conflitto contro i Semgalli.

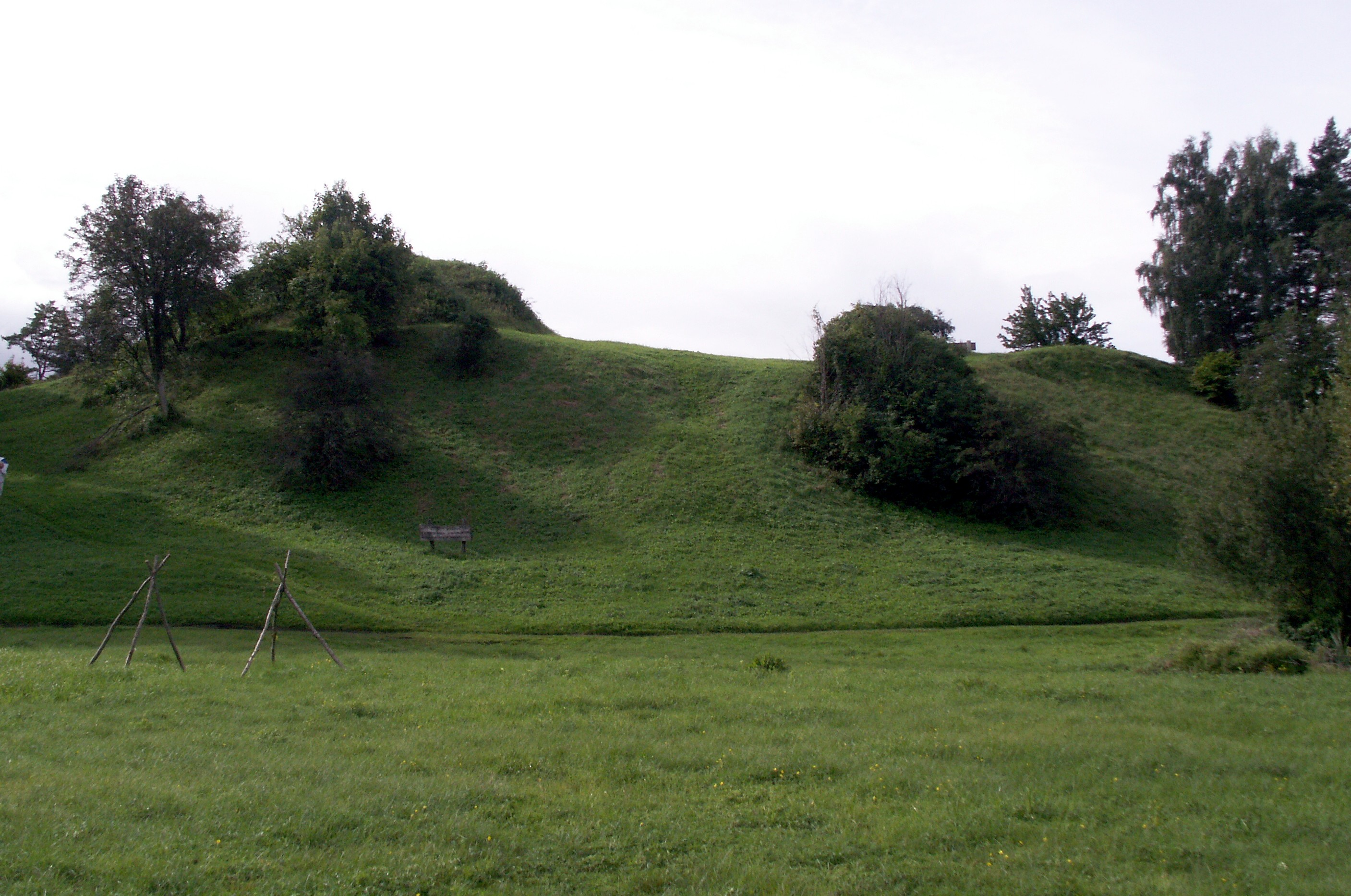
La fortezza di collina di Tērvete, quartier generale dei Semigalli nel XIV secolo

Nel 1270, il granduca di Lituania Traidenis, assieme ai Semgalli, attaccò la Livonia e l'isola di Saaremaa. La battaglia di Karuse, una delle più celebri della crociata, si svolse nel golfo di Livonia e risultò sfavorevole ai Cavalieri livoniani, con lo stesso Gran maestro Otto von Lutterberg che perse la vita durante i combattimenti. L'anno seguente, i tedeschi conquistarono la fortezza di collina di Tērvete.
Nel 1279, dopo la battaglia di Aizkraukle, il granduca di Lituania Traidenis fomentò una rivolta dei Semgalli contro i Cavalieri di Livonia, comandati dal duca Nameisis. Per tutta risposta, vennero inviati 14000 crociati ad assediare Turaida nel 1281.
Nel 1286, i Semgalli provarono nuovamente a espugnare invano Riga; mentre ritornavano nella regione d'origine, si trovarono faccia a faccia con le forze tedesche presso il fiume Garoza, le quali li attendevano a loro insaputa. I crociati, speranzosi di contare sull'effetto sorpresa, uscirono invece malamente sconfitti dalla lotta, con più di trentacinque Cavalieri assassinati, incluso il gran maestro Wilken von Endorp. Si trattò dell'ultima battuta d'arresto riportata dai cristiani prima della loro riorganizzazione di qualche anno più tardi.
Nel corso del decennio 1280–1290, i crociati avviarono un'ampia campagna militare per sottomettere definitivamente le popolazioni locali e assicurarsi il controllo dei commerci oltre che delle terre. Malgrado alcune schermaglie su scala ridotta, intorno al 1290 poteva dirsi in totale controllo una linea composta da una dozzina di fortificazioni dislocate tra Dunaburg e Memel, mentre a sud si era formata una sorta di «terra di nessuno». Con la crociata livoniana che appariva volgere al termine, l'insieme di costruzioni difensive consentiva di disporre di una vasta testa di ponte da cui partire per spingersi verso il grande nemico pagano ancora rimasto, il Granducato di Lituania.

## Conseguenze

### In Lituania

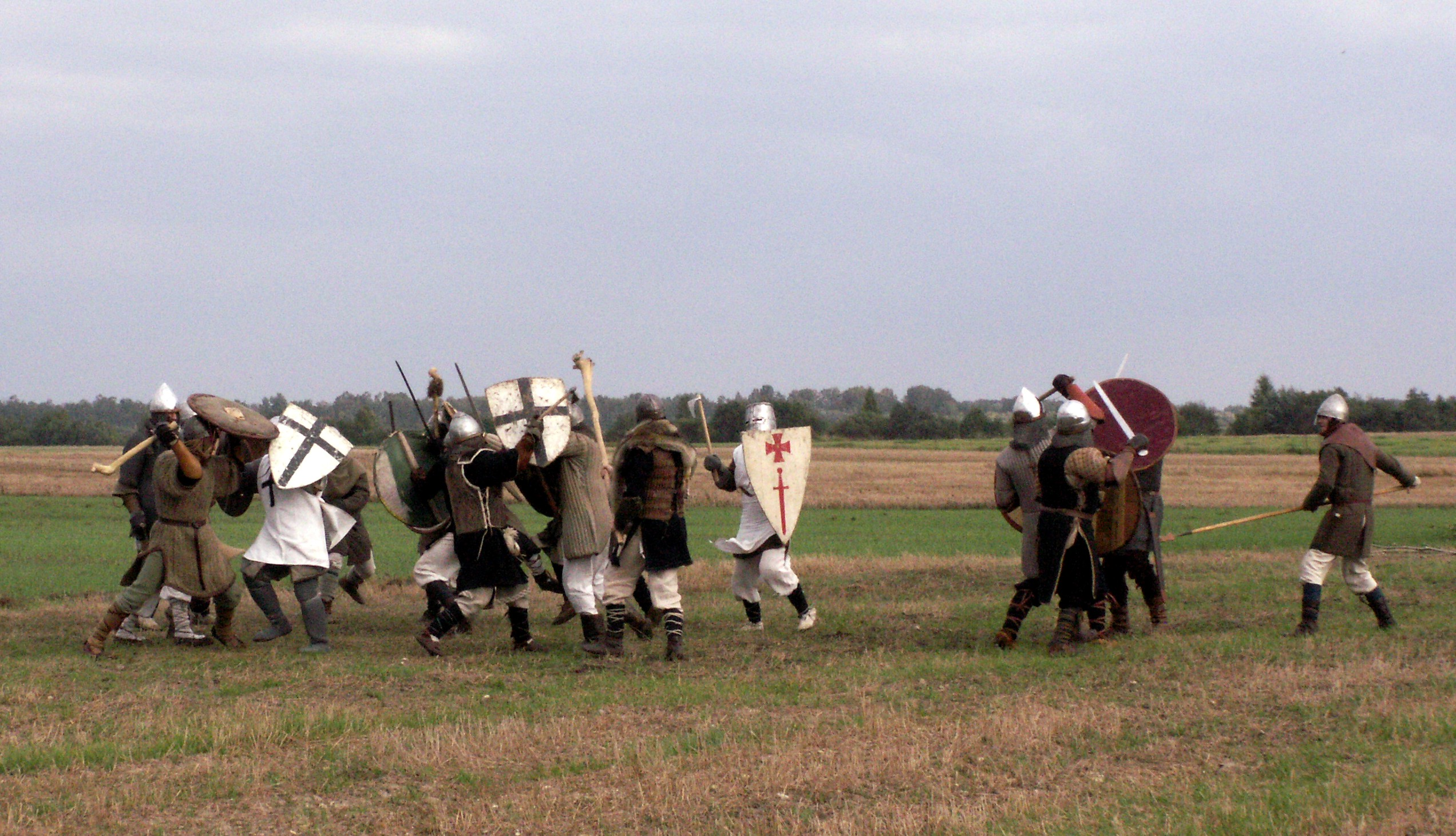
Rievocazione storica della crociata lituana presso Jauniūnai (contea di Vilnius)

Varie furono le incursioni che subì il Paese baltico più meridionale, a causa della crociata lituana esplosa dal 1283 al 1410. Le fortezze di collina giocarono un ruolo strategicamente importante, così come le imboscate che potevano essere effettuate dalle numerosissime foreste delle regioni interne della Lituania. Particolarmente messa a dura prova risultò la Samogizia, al confine con i possedimenti dei Cavalieri in Livonia: gli abitanti dovettero convivere con le incursioni effettuate dai tedeschi quasi ogni anno.
Nel 1253, la guerra contro i Curi e quella contro i Semgalli erano ancora in corso. In quell'anno, il ducato del nobile lituano Mindaugas cessò di esistere e divenne una monarchia. Mindaugas venne infatti incoronato re con il consenso della Santa Sede, ma benché avesse accettato di convertirsi al cristianesimo per ottenere la corona, in seguito rinnegò la nuova fede e riabbracciò il paganesimo, come fecero i suoi conterranei per più di un secolo. La tappa decisiva per inaugurare la cristianizzazione della Lituania avvenne nel 1386, in occasione del matrimonio del granduca Jogaila con la regina undicenne Edvige di Polonia. A ogni modo, con il pretesto che la conversione di Jogaila non fosse sincera, il conflitto proseguì fino alla battaglia di Grunwald del 1410.

### In Lettonia ed Estonia

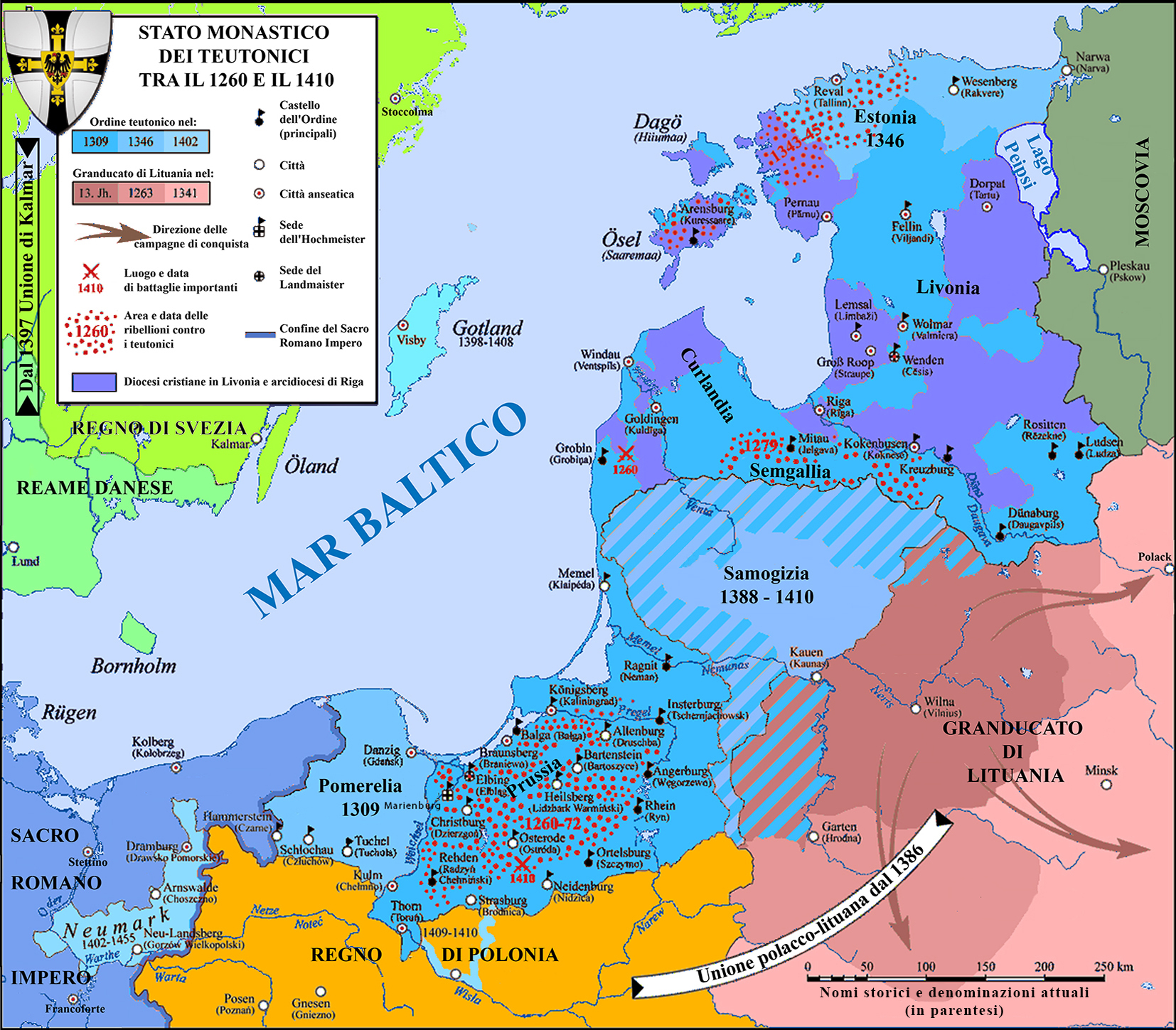
Territori controllati dall'Ordine teutonico tra il 1260 e il 1410

Il territorio conquistato dai crociati fu diviso in sei principati feudali dal legato pontificio Guglielmo di Modena: arcidiocesi di Riga (18 000 km² di estensione), diocesi di Curlandia (4 500 km²), diocesi di Dorpat, diocesi di Ösel-Wiek, feudi ancora facenti capo ai Cavalieri portaspada e il dominum directum del re di Danimarca e infine il Ducato di Estonia. Le terre dei livoniani, ripartite in quattro suddivisioni amministrative e ognuna delle quali gestite da un funzionario denominato Vogt, misuravano alla metà del XIV secolo 67 000 km², ovvero, per fare un paragone, poco più dell'odierna Lituania (65 200 km²) e dell'odierna Lettonia (64 589 km²). Il 7 giugno 1238, a seguito della firma del trattato di Stensby, l'Ordine teutonico aveva restituito il possesso del Ducato di Estonia a Valdemaro II di Danimarca. L'Estonia rimase sotto il controllo dei danesi fino al 1346, quando a seguito della soppressione della rivolta della notte di San Giorgio i domini ritornarono in cambio di denaro allo Stato monastico dei Cavalieri teutonici.
Dopo la conquista, tutte le popolazioni locali rimanenti furono convertite al cristianesimo. La classe nobiliare aveva dovuto accettare il sacramento oppure convivere con la prigionia o con sorti peggiori, mentre le fasce più umili aderirono via via gradualmente alla nuova fede. Tuttavia, i contrasti non si esaurirono del tutto; nel 1295, in contemporanea con una delle rivolte prussiane scoppiate in Antica Prussia, i Semgalli insorsero contro l'Ordine teutonico, usufruendo dell'appoggio a loro fornito dal granduca di Lituania Vytenis, così come avvenne a Riga tra il 1297 e il 1299. Gli animi si calmarono di lì a poco e i popoli della Lettonia non si ribellarono più. L'ultima grande protesta avvenne sull'isola di Saaremaa il 24 luglio 1343, quando gli abitanti del posto insorsero causando la sopraccitata rivolta della notte di San Giorgio. Durante i tafferugli, essi uccisero i tedeschi che si trovavano su Saaremaa, annegarono tutti gli uomini di chiesa e assediarono Pöide. L'attacco ottenne il risultato sperato, con i difensori che furono uccisi e il castello che fu raso al suolo. Nel febbraio 1344, Burchard von Dreileben condusse la campagna militare dirigendosi a Saaremaa attraversando il mare ghiacciato; le postazioni degli Osiliani furono sottomesse e Vesse, il capo dei ribelli, finì impiccato. All'inizio della primavera del 1345, la nuova operazione bellica condotta dall'Ordine livoniano terminò con la vittoria dei tedeschi e con una menzione nelle fonti del trattato che ne seguì eseguita da Ermanno di Wartberge e dalla Prima Cronaca di Novgorod. Saaremaa divenne stato vassallo dell'Ordine e della diocesi di Ösel-Wiek fino al 1559. Sulla terraferma, i conquistatori mantennero il controllo militare delle regioni attraverso una rete strategica di castelli sia in Estonia sia Lettonia.

## Giudizio storiografico

### Analisi delle fonti primarie

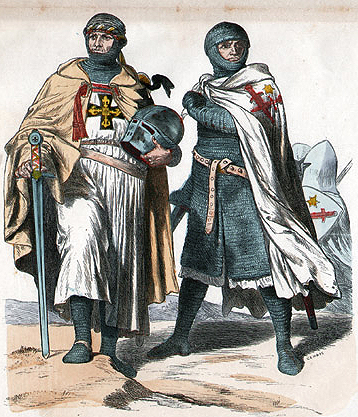
Illustrazione che ritrae un cavaliere teutonico e un cavaliere portaspada. È grazie ai cronisti facenti parte di questi due ordini religiosi cavallereschi, i due principali impegnati nella crociata livoniana, che sono sopravvissute informazioni preziose sul conflitto.

Le notizie giunteci sulle lotte tra crociati e le tribù locali si devono alle lettere papali o agli scritti realizzati da cronisti tedeschi. Le campagne militari compiute dagli ordini religiosi restano gli eventi meglio documentati. Anche dopo la conversione, la maggior parte dei nuovi cristiani rimase illetterata. La Cronaca di Enrico di Livonia e la Cronaca rimata della Livonia restano le due opere principali coeve idonee a ricostruire gli eventi, sia pur realizzate per scopi differenti. La prima, realizzata da un uomo di chiesa affascinato dai combattimenti e che fu testimone oculare di alcuni eventi da lui narrati, racconta gli eventi compiacendosi dell'opera di conversione compiuta nei confronti delle popolazioni autoctone. Mentre in passato esse si davano «a crimini ignominiosi», con il battesimo potevano cominciare una nuova vita e sentirsi parte di una comunità più grande. Con riferimento ai mezzi, non importava quale venisse adoperato, l'importante era aumentare il numero di convertiti. La Cronaca rimata, invece, riferisce più il giudizio degli ordini religiosi che dei missionari, dipingendo la Vergine Maria quasi alla stregua di una dea della guerra e riferendo che l'uccisione dei pagani era necessaria per giungere a un risultato finale stabile. Quest'ultimo si poteva avere solo con la completa sottomissione dei popoli nativi, senza alcun compromesso. L'opera perseguiva il chiaro intento di galvanizzare i crociati di stanza nella regione baltica, ma emergono alcuni concetti similari con quanto narrato da Enrico:
- Celebrazione delle figure religiose cristiane e concetto del Deus vult: è Dio a volere la sottomissione delle popolazioni pagane;
- Denigrazione delle popolazioni locali, della loro religione e delle loro tradizioni;
- Guerra, compiacimento per i propri strumenti bellici, per la propria supremazia militare, frequente disprezzo dei nemici, violenze, razzie: i crociati di Cristo sono anche questo. Amano le conquiste, il potere, le ostilità.[96]

In relazione al secondo punto sopra indicato, la cronaca di Enrico rimane l'unico punto di riferimento degli eventi accaduti nei primi decenni del XIII secolo. Le espressioni più frequenti per identificare gli autoctoni sono barbari, gentiles, neophyti, infideli, scismatici (più che altro riservate ai russi ortodossi), rustici vel incolae terrae e, più di ogni altra nello scritto di Enrico, pagani. Anche il termine gentes assume talvolta la valenza di sinonimo di pagani. A esprimersi in toni più delicati nei confronti di «coloro che venerano alberi, acque e spiriti maligni» era il pontefice, il quale raccomandava di non dare luogo a comportamenti troppo repressivi, altrimenti il processo di conversione ne avrebbe risentito. La caratteristica principale che contraddistingue i locali è per Enrico la perfidia, in quanto erano soliti rinnegare il cristianesimo, rompere i trattati e le promesse. Anche gli Estoni si erano guadagnati nel tempo una certa "fama", ovviamente negativa, nelle cronache tedesche. L'autore ignoto della Historia ordinis Praedicatorum seu Dominicanorum in Dania 1216-1246 (Dania era il termine medievale con cui si indicava la Danimarca) affermava a tal proposito:
Se si rimuove la patina di pregiudizi nella narrazione compiuta da Enrico, un altro contributo prezioso riguarda la descrizione dei luoghi e delle usanze dei locali, con cui l'uomo di chiesa fu certamente più a contatto, essendo talvolta testimone diretto degli eventi storici che racconta. Ulteriori riferimenti interessanti riguardano i rapporti tra le fazioni cristiane, come si è già intuito, non sempre idilliaci. Lo scopo delle cronache servì pure probabilmente a informare Guglielmo di Modena sui luoghi e sulla storia dei primi anni della Chiesa della Livonia fino al suo tempo.

### Critica
Solo l'«approccio estensivo» degli anni Settanta ha permesso di annoverare anche i combattimenti avvenuti nel Baltico nella categoria delle crociate. Tra i numerosi motivi per cui ciò in passato non avveniva, rientrava la tendenza dell'ormai superata dottrina a circoscrivere l'utilizzo del termine "crociate" alle sole lotte compiute in nome di Cristo nel Vicino Oriente, con il risultato che i conflitti religiosi nell'Europa nord-orientale erano ritenuti estranei al fenomeno delle guerre sante.
Abbandonato il vecchio approccio relativo all'inquadramento delle crociate del Nord, la storiografia si è concentrata su altri aspetti che restavano ancora da indagare, non ultima un'analisi sulle modalità di conversione dei nativi. Secondo un filone di studi sviluppatosi nel Novecento, le tribù localizzate in Estonia e Lettonia avevano subito in modo violento la conversione con una massiccia invasione di truppe ben addestrate, un processo dunque simile a quanto accaduto in Terra santa. Tuttavia, esaminando con attenzione l'andamento della guerra, lo storico Alan Murray ha riscontrato una minore frequenza delle battaglie, le quali si trascinarono per un periodo di tempo prolungato rispetto al Vicino Oriente a causa dell'esiguo numero dei Cavalieri portaspada attivi e dell'impossibilità per i cristiani di rinunciare ai rinforzi che giungevano dall'Occidente tramite degli appelli di reclutamento.
Il conflitto non seguì un andamento piatto, nel corso del quale i coloni eseguivano attacchi e i locali si limitavano a subire. Riga, punto di partenza delle incursioni crociate, dovette in principio convivere con frequenti razzie eseguite dalle popolazioni native circostanti. Fino al 1205 si svolsero solo battaglie difensive, ma poiché la gente di Riga continuava a subire continui razzie, nel 1205 e nel 1206 iniziarono a organizzarsi dei contrattacchi. È interessante notare come la presenza degli abitanti di Riga tra le file dei guerrieri fosse già abbastanza consistente da poter far fronte a incursioni ostili. Negli anni successivi, quando i Cavalieri portaspada si rafforzarono e il vescovo ottenne l'opportunità di coinvolgere la popolazione locale nella guerra, gli assalti si trasformarono in stabili conquiste o incursioni studiate, anche grazie all'ausilio dei Livoni e dei Letgalli soggiogati, così come, in seguito, assieme a Estoni e Curi. L'appoggio fu fornito poiché il pontefice e la Chiesa locale adottarono la strategia di garantire protezione ai convertiti.
Sulla base delle decisioni pontificie di proteggere i beni dei Cavalieri portaspada mentre si recavano a difendere i fedeli in Livonia, di concedere l'assoluzione, e del successivo accordo con il vescovo Alberto per amministrare un terzo delle terre conquistate, papa Innocenzo III nel 1199 considerò le missioni crociate in Livonia alla stregua di quelle in Terra Santa. Nella pratica, i vescovi di Riga e gli ordini religiosi si divisero le terre conquistate dedicandosi a compiti differenti e adottando politiche non sempre allineate, motivo per cui secondo alcuni autori è lecito sostenere che lo scenario in Livonia non differiva molto da quello della Palestina. Quando, nel 1199, papa Innocenzo III invitò i cristiani in Sassonia e Westfalia a «insorgere per combattere e difendere i cristiani di queste terre [Lettonia ed Estonia]», egli finì per equiparare il viaggio in Livonia al pellegrinaggio (santo) a Gerusalemme, avvalorando dunque la ricostruzione di quegli studiosi che vedono dei punti di contatto tra gli eventi del Baltico e quelli del Vicino Oriente. Essendo il fine ultimo non il raggiungimento di una meta di pellegrinaggio ma il compimento di una guerra contro gli infedeli, a giudizio di Murray, il parallelismo regge a tutti gli effetti. A tal proposito, si deve ricordare che il richiamo della Terra Mariana, un nome che conferiva un certo status di sacralità a un luogo sottoposto direttamente all'autorità della Santa Sede, spinse nei decenni diversi crucesignati (o peregrini) a recarvisi. Le fonti precisano altresì che, seppure fosse gradita la presenza di ogni cristiano, quelli accolti con maggiore favore erano coloro che desideravano distinguersi in battaglia. Una delle motivazioni per cui i Livoni e altre piccole comunità accettarono il battesimo era che sarebbero stati protetti dalle frequenti incursioni causate da Estoni, Russi e Lituani in quel momento. Secondo l'accademico lettone Indrikis Sterns, i nativi costretti a partecipare alle lotte oppure offertisi volontari tra le file dei crociati, benché «benedetti» dal pontefice a combattere contro i miscredenti, non erano tutti cristiani.
Considerato il graduale passaggio da lotta religiosa a lotta per il predominio territoriale, almeno nella sostanza, si comprende come i tedeschi e gli altri europei avessero tutto l'interesse a non abbandonare i territori baltici anche dopo il processo di conversione.

### Esplicative
1. ↑  Come sottolineato efficacemente dagli studiosi:

«[Nel Baltico] non si trovano le giustificazioni che danno origine alla guerra giusta: non ci sono né la tomba di Cristo, né territori cristiani da recuperare, anche se i teutonici hanno fatto della Prussia la terra della Vergine Maria. Nei combattimenti di Prussia e di Livonia, come nella lotta contro i lituani nel XIV secolo, si tratta di conquistare terre e convertire pagani, se necessario con la forza. La colonizzazione germanica è stata il complemento indispensabile di questa lotta. Poiché la resistenza dei pagani fu ostinata, ci fu un bisogno ininterrotto di riprendere l'opera e di condurre incursioni continue e spedizioni militari.»
(Alain Demurger, I cavalieri di Cristo, p. 146)
2. ↑  Tra le conseguenze più importanti di questa battaglia, rientra lo scioglimento dei Cavalieri portaspada e la loro riconversione in un ramo dell'Ordine teutonico noto come Ordine di Livonia. Il papato approvò tale mutamento nel 1237: Demurger (2004), p. 72.
3. ↑  Riley-Smith (2022), p. 190.
«Alberto di [Riga] rivolse al pontefice, durante il concilio [lateranense del 1215], una perorazione appassionata, che fu accolta grazie all’argomentazione che la Livonia era dovario di Nostra Signora:

«Santo Padre, proprio come hai cura di preoccuparti della Terrasanta di Gerusalemme, che è la terra del Figlio, così non devi ignorare la Livonia, che è la terra della Madre... Il Figlio ama la Madre, e come non vorrebbe che andasse perduta la propria terra, così non vorrebbe che corresse pericolo la terra di sua Madre. [Il passaggio è tratto dalla Cronaca di Enrico di Livonia]»

### Bibliografiche
1. ↑  Markus (2020), p. 353.
2. 1 2  Christiansen (2016), pp. 29, 49.
3. 1 2  Christiansen (2016), p. 49.
4. ↑  Christiansen (2016), p. 63.
5. ↑  Demurger (2004), p. 69.
6. 1 2 3  Demurger (2004), p. 70.
7. ↑  Murray (2017), p. 8.
8. 1 2 3 4 5 6 7  Urban (2006), p. 138.
9. ↑  Murray (2017), p. 165.
10. ↑  Urban (2006), p. 136.
11. ↑  Chronicon Livoniae, p. 43.
12. 1 2  Howard (2011), pp. 31-32.
13. ↑  Christiansen (2016), p. 120.
14. ↑  Christiansen (2016), p. 121.
15. 1 2 3 4 5  Urban (2006), p. 139.
16. 1 2 3 4 5 6 7  Howard (2011), p. 32.
17. ↑  Urban (2006), p. 140.
18. ↑  Chronicon Livoniae, p. 50.
19. ↑  Urban (2006), p. 137.
20. 1 2 3 4 5 6  Urban (1998), pp. 196-197.
21. ↑  Urban (2006), pp. 137-138.
22. ↑  Urban (2006), p. 136.
23. ↑  (EN) Peter Lock, The Routledge Companion to the Crusades, Routledge, 2013,  p. 558, ISBN 978-11-35-13144-9.
24. ↑  (EN) Neil Taylor, Estonia: A Modern History, 2ª ed., Oxford University Press, 2020,  p. 237, ISBN 978-17-8738337-1.
25. ↑  (EN) Andrew Latham, Theorizing Medieval Geopolitics: War and World Order in the Age of the Crusades, Routledge, 2012,  p. 219, ISBN 978-11-36-45389-2.
26. ↑  (EN) Jozef Borovský, Chrysalis II: Carpathian Liberty, FriesenPress, 2019,  p. 120, ISBN 978-15-25-56342-3.
27. ↑  (EN) L. Kaljundi, Expanding Communities: Henry of Livonia on the Making of a Christian Colony, Early Thirteenth Century, in W. Jezierski e L. Hermanson, Imagined Communities on the Baltic Rim, Amsterdam University Press, 2016,  p. 204, DOI:10.1017/9789048528998.008.
28. ↑  Selart (2015), p. 77.
29. ↑  Mänd e Tamm (2020), p. 88.
30. 1 2  Mänd e Tamm (2020), p. 27.
31. 1 2  Mänd e Tamm (2020), p. 26.
32. ↑  Riley-Smith (2022), p. 180.
33. ↑  Riley-Smith (2022), p. 180.
«Di questi fratelli cavalieri non ve ne furono probabilmente mai più di centoventi, distribuiti in sei conventi, ma erano loro a organizzare i crociati d’estate e a presidiare le roccheforti d’inverno.»
34. 1 2 3 4 5 6  Plakans (1995), p. 16.
35. 1 2 3 4 5  Urban (2006), p. 141.
36. 1 2  Murray (2017), p. 78 (nota 11).
37. ↑  Mänd e Tamm (2020), p. 115.
38. ↑  Murray (2017), p. 12.
39. ↑  Murray (2017), p. 486.
40. 1 2  Miljan (2015), p. XXVI.
41. ↑  Mänd e Tamm (2020), p. 84.
42. ↑  Miljan (2015), p. 281.
43. 1 2 3  Urban (2006), p. 143.
44. 1 2  Murray (2017), p. 132.
45. ↑  Murray (2017), p. 136.
46. ↑  Murray (2017), p. 9.
47. ↑  Christiansen (2016), p. 135.
48. 1 2  Howard (2011), p. 33.
49. 1 2  Murray (2017), p. 10.
50. ↑  Selart (2015), p. 68.
51. ↑  Christiansen (2016), p. 160.
52. ↑  Selart (2015), p. 186.
53. ↑  (EN) Hubert Jedin e John Patrick Dolan, History of the Church: From the High Middle Ages to the eve of the Reformation, Crossroad, 1980,  p. 220, ISBN 978-08-60-12086-5.
54. ↑  Mänd e Tamm (2020), p. 36.
55. ↑  Demurger (2004), p. 71.
56. ↑  Riley-Smith (2022), pp. 180-181.
57. 1 2 3 4 5  Christiansen (2016), pp. 135-137.
58. 1 2  Murray (2017), p. 103.
59. 1 2 3 4 5  Faure e Mensing (2012), p. 84.
60. ↑  Selart (2015), pp. 121-122.
61. ↑  Miljan (2015), pp. XXVI, XXVII.
62. ↑  Bain (2009), p. 164.
63. 1 2 3 4 5  Miljan (2015), p. XXVIII.
64. ↑  Mägi (2018), p. 215.
65. ↑  Mänd e Tamm (2020), p. 55.
66. ↑  Christiansen (2016), p. 126.
67. ↑  Faure e Mensing (2012), p. 67.
68. ↑  Chronicon Livoniae, p. 88.
69. 1 2 3  Markus (2020), pp. 342-343.
70. 1 2 3  Christiansen (2016), p. 123.
71. ↑  Mägi (2018), p. 67.
72. 1 2 3  Christiansen (2016), p. 131.
73. 1 2 3 4 5 6  Howard (2011), p. 34.
74. ↑  Christiansen (2016), p. 119.
75. ↑  Mänd e Tamm (2020), p. 114.
76. 1 2 3  Markus (2020), p. 346.
77. ↑  Christiansen (2016), p. 125.
78. ↑  Plakans (1995), p. 18.
79. 1 2  Murray (2017), p. 195.
80. ↑   Vita italiana rassegna mensile di politica interna, estera, coloniale e di emigrazione, 1922,  p. 128.
81. 1 2 3 4  Christiansen (2016), p. 127.
82. 1 2 3  Christiansen (2016), p. 166.
83. ↑  Murray (2017), p. 64.
84. ↑  Christiansen (2016), p. 173.
85. ↑  Christiansen (2016), p. 207.
86. ↑  Demurger (2004), p. 77.
87. 1 2  Plakans (1995), p. 19.
88. ↑  Murray (2017), p. 247.
89. ↑  Murray (2017), p. 216.
90. ↑  Christiansen (2016), p. 174.
91. ↑  Mänd e Tamm (2020), p. 56.
92. 1 2 3  Faure e Mensing (2012), p. 85.
93. ↑  Mänd e Tamm (2020), p. 46.
94. ↑  Murray (2017), p. 15.
95. 1 2  Christiansen (2016), p. 170.
96. 1 2  Cronaca rimata della Livonia, pp. 2-5.
97. 1 2 3  Murray (2017), p. 16.
98. ↑  Tamm et al. (2016), p. 85 (nota 36): ad esempio, ad subiugandas genres fidei Christiani.
99. ↑  Tamm et al. (2016), p. 37.
100. ↑  Murray (2017), p. 17.
101. ↑  Murray (2017), p. 253.
102. ↑  Tamm et al. (2016), p. 191.
103. 1 2  Murray (2017), p. XX.
104. ↑   Kaspars Klavins, Miti storici: la visione stereotipata della storia lettone (II), su lvportals.lv, vol. 31, n. 80, 19 settembre 2013. URL consultato il 18 ottobre 2021.
105. ↑   Jānis Krēsliņš, Falsi miti sulla storia lettone, in Jaunā Gaita, n. 213, giugno 1998. URL consultato il 18 ottobre 2021.
106. 1 2 3  Murray (2017), p. 86.
107. ↑  Murray (2017), p. 85.
108. ↑  Mänd e Tamm (2020), pp. 88-89.
109. ↑  Murray (2017), p. 92.
110. 1 2 3 4 5  Tamm (2013), pp. 431-455.
111. ↑  Mänd e Tamm (2020), p. 35.
112. ↑  Murray (2017), pp. 78-79.
113. ↑  Murray (2017), p. 32.
114. ↑  (LV) Indriķis Šterns, Latvijas vēsture: 1180-1290 krustakari, Riga, Latvijas vēstures institūta apgāds, 2002,  p. 228.
115. ↑  Christiansen (2016), pp. 307-308.
116. ↑  Selart (2015), p. 310.

### Fonti primarie
- Enrico di Livonia, Chronicon Livoniae, a cura di Piero Bugiani, Books, 2005, ISBN 978-88-79-97078-5.
- Piero Bugiani (a cura di), Le crociate baltiche e la Cronaca rimata della Livonia (Livländische Reimchronik), in Settentrione. Rivista di studi italo-finlandese, vol. 28, Firenze, 2016. URL consultato il 21 febbraio 2022.

### Fonti secondarie
- Carolyn Bain, Estonia, Lettonia e Lituania, EDT srl, 2009, ISBN 978-88-60-40463-3.
- Eric Christiansen, Le crociate del Nord. Il Baltico e la frontiera cattolica (1100-1525), traduzione di Donatella Levi, Il Mulino, 2016, ISBN 978-88-15-26604-0.
- Alain Demurger, I cavalieri di Cristo: gli ordini religioso-militari del Medioevo, traduzione di Emanuele Lana, Garzanti, 2004, ISBN 978-88-11-69286-7.
- (EN) Gunter Faure; Teresa Mensing, The Estonians; The long road to independence, Lulu.com, 2012, ISBN 978-11-05-53003-6.
- (EN) Jonathan Howard, The Crusades: A History of One of the Most Epic Military Campaigns of All Time, BookCaps Study Guides, 2011, ISBN 978-16-10-42804-0.
- (EN) Marika Mägi, In Austrvegr: The Role of the Eastern Baltic in Viking Age Communication across the Baltic Sea, BRILL, 2018, ISBN 978-90-04-36381-6.
- (EN) Anu Mänd; Marek Tamm, Making Livonia: Actors and Networks in the Medieval and Early Modern Baltic Sea Region, Routledge, 2020, ISBN 978-10-00-07693-6.
- (EN) Kersti Markus, Visual Culture and Politics in the Baltic Sea Region, 1100-1250, BRILL, 2020, ISBN 978-90-04-42617-7.
- (EN) Toivo Miljan, Historical Dictionary of Estonia, 2ª ed., Rowman & Littlefield, 2015, ISBN 978-08-10-87513-5.
- (EN) Alan V. Murray, Crusade and Conversion on the Baltic Frontier 1150-1500, Taylor & Francis, 2017, ISBN 978-1-57607-862-4.
- (EN) Andrejs Plakans, The Latvians: A Short History, Hoover Press, 1995, ISBN 978-08-17-99303-0.
- Jonathan Riley-Smith, Storia delle crociate, traduzione di Marina Bianchi, Edizioni Mondadori, 2022, ISBN 978-88-35-72120-8.
- (EN) Anti Selart, Livonia, Rus' and the Baltic Crusades in the Thirteenth Century, BRILL, 2015, ISBN 978-90-04-28475-3.
- (EN) Marek Tamm, How to justify a crusade? The conquest of Livonia and new crusade rhetoric in the early thirteenth century, in Journal of Medieval History, vol. 39, n. 4, 2013, DOI:10.1080/03044181.2013.833541. URL consultato il 18 ottobre 2021.
- (EN) Marek Tamm; Linda Kaljundi; Carsten Selch Jensen, Crusading and Chronicle Writing on the Medieval Baltic Frontier: A Companion to the Chronicle of Henry of Livonia, Routledge, 2016, ISBN 978-13-17-15679-6.
- (EN) William Urban, Victims of the Baltic Crusade, in Journal of Baltic Studies, vol. 29, n. 3, Taylor & Francis, Ltd., autunno 1998. URL consultato il 25 settembre 2021.
- William Urban, La crociata in Livonia, in I Cavalieri Teutonici: Storia militare delle Crociate del Nord, traduzione di Rossana Macuz Varrocchi, Libreria Editrice Goriziana, 2006,  pp. 135-170, ISBN 978-88-86-92899-1.